# Sunderbach
Sunderbach är ett vattendrag i Österrike.   Det ligger i förbundslandet Tyrolen, i den västra delen av landet, 400 km väster om huvudstaden Wien.
Trakten runt Sunderbach består i huvudsak av gräsmarker. Runt Sunderbach är det ganska glesbefolkat, med 30 invånare per kvadratkilometer.